# Johannes Braunius
Johannes Fridericus Alstein Braunius (le 10 août 1628 - le 9 décembre 1708) est un pasteur et un professeur de la faculté de théologie de Groningue.

## Œuvres
- Necessaria atque modesta defensio
- Vestitus Sacerdotum Hebraeorum sive Commentarius in Exodi cap. 28 ac 29, et Levitici cap. 16., Leyde, 1680. Mis à l'Index le 5 avril 1685.
- Doctrina foedorum, sive systema theologiae didacticae et elencticae, Amsterdam, 1688.